# 17e cérémonie des Golden Horse Film Festival and Awards

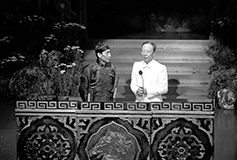
17ème cérémonie des Golden Horse Film Festival and Awards

La 17e cérémonie des Golden Horse Awards a eu lieu en 1980. 

## Meilleure actrice
- Hsu Feng pour The Pioneers

## Meilleure photographie
- David Chung pour The Secret

## Meilleur montage
- Hamilton Yu pour The Secret